# Велика Сърбия
Великосръбската доктрина е идеологически план за създаване на южнославянска държава под сръбско господство. Водещи прийоми за постигането на тези въжделения са иредентизмът и националшовинизмът (в случая: сърбошовинизъм).

## Проект
Според доктрината, на сърбите се отрежда „държавотворческа“ водеща роля, като всички земи в които живеят сърби, задължително трябва да влязат границите на тази държава. В по-крайния вариант на проекта, държавата се нарича Велика Сърбия.
Основа за създаването на плана е „Начертанието“ на Илия Гарашанин.
Водещи идеолози и поддръжници /ратници/ (от ср. рат - война) са Стоян Новакович и Милош Милоевич – наричан още „Лудия Милош“.
По конюктурни съображения от геополитическо естество, след Първата световна война, чрез Версайската система от договори се създава Югославия.
В голяма степен, проектът на доктрината се осъществява на практика, и то най-вече с подкрепата на водещата сила в Антантата - Франция. Франция, чрез създаване на Югославия, цели неутрализиране на евентуално бъдещо немско влияние на Балканите.
През Втората световна война великосръбската доктрина се споделя, и е подета, от четниците на Дража Михайлович.
Съседните на сърбите народи (сред тях и българите), правейки съпоставка между Югославия и Велика Сърбия, иронично наричат Югославия по името на водещата народност в нея – Сърбославия. 

## Реализация
Великосръбската доктрина не признава в земите населени или заселени от сърби, правото на самостоятелно държавно съществуване за съседните народи, независимо от демографското им съотношение спрямо „правоимащия“ етнос – в случая сръбския.
Македонизмът е инструмент във великосръбските планове за овладяване на Вардарска Македония. В периоди на сръбска владичество на Балканите, той е бил изоставян, като българското население е обявявано за прави сърби или за „южносърбияни“.